# Medfield
Medfield est une ville du comté de Norfolk, Massachusetts, États-Unis. La population était de 12 799 habitants en l'an 2020.

## Art

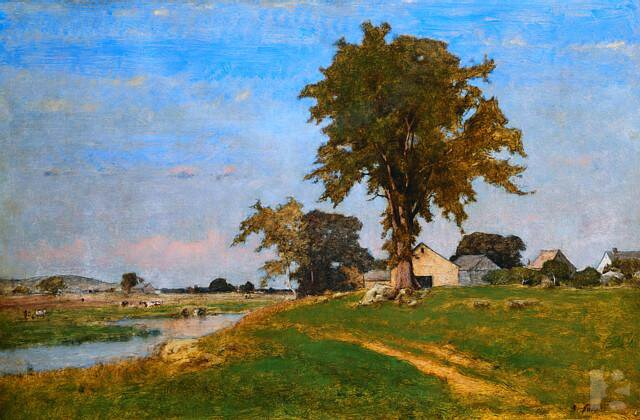
Old Elm at Medfield (1869) par George Inness